# Sanza (Tanzania)
Sanza è una circoscrizione rurale (rural ward) della Tanzania situata nel distretto di Manyoni, regione di Singida. Conta una popolazione di 10 387 abitanti (censimento 2012).